# 克罗伊特
克罗伊特（德語：Kreuth，發音：[kʁɔʏt]）是德国巴伐利亚州上巴伐利亚行政区米斯巴赫县的市镇，面积122.26平方千米，2023年12月31日人口为3,517人。